# ACW '66
ACW '66 is een atletiekvereniging uit de Nederlandse stad Waalwijk.

## Historie
ACW '66 werd als Atletiek Club Waalwijk opgericht op 21 oktober 1966. Pas in 1984 kreeg de club een eigen accommodatie met een sintelbaan en een houten clubhuis / materialenhok. De club verhuisde vrij snel daarna naar Sportpark Olympia, waar in 1992 een kunststof baan werd aangelegd. Het naar Olympia meeverhuisde houten clubhuis werd in 2002 vervangen door het huidige. Sindsdien is ACW '66 een kleine maar volwaardig toegeruste atletiekclub. In 2014 kwam er een betonnen zitdijk voor toeschouwers. In 2016 vierde ACW haar 50-jarig jubileum.

## Organisatie
ACW '66 telde eind 2017 circa 350 leden. De club is aangesloten bij de Atletiekunie en ligt in atletiekregio 13, Midden-Brabant. Ze heeft een aantal gediplomeerde trainers. Het aanbod van de club bestaat naast atletiek uit hardlopen, nordic walking en ook bootcamp. 
In 2020 tekenden de gemeente Waalwijk en een aantal lokale sportorganisaties een akkoord om zoveel mogelijk mensen in beweging te krijgen. Dus breed gericht op de lokale bevolking, en in het bijzonder op jongeren en minvermogenden, niet alleen op de eigen leden.

## Accommodatie
De accommodatie van ACW '66 is gevestigd op Sportpark Olympia in Waalwijk. Deze omvat een zeslaans baan, en de faciliteiten om alle atletiek onderdelen te beoefenen. In 2015 was de baan goeddeels versleten. In 2017 is deze, inclusief faciliteiten voor bijvoorbeeld verspringen, polsstokhoogspringen en kogelstoten opnieuw aangelegd.

## Door ACW '66 georganiseerde wedstrijden

### Lidocross
De Lidocross is de oudste door ACW '66 georganiseerde wedstrijd. In 2016 vond de 50e editie plaats.

### Indoor wedstrijd
De jaarlijkse indoor wedstrijd voor pupillen en junioren omvat kogelstoten, hoogspringen en een 40 meter sprint. Dit evenement trekt vrij veel deelname van verenigingen uit de regio, maar ook van verder weg.